# Genuine investment
Genuine investment (prawdziwe inwestycje) – koncepcja z zakresu ekonomii dobrobytu. Jako instrument polityki społecznej jest miarą zmian w poziomie dobrobytu w danym społeczeństwie, definiowaną jako społeczna wartość zmian netto w zasobach kapitału danej gospodarki. Pojęcie kapitału jest w ramach koncepcji genuine investment szeroko zdefiniowane i obejmuje kapitał produkcyjny, kapitał ludzki, wiedzę i kapitał naturalny.

## Koncepcja
Autorem koncepcji genuine investment jest Partha Dasgupta. Istniała ona jednak już wcześniej, np. pod nazwą genuine domestic savings. Definiuje on ją jako społeczną wartość zmian netto w zasobach kapitałowych gospodarki, przy wzięciu pod uwagę różnych kategorii kapitału – kapitału produkcyjnego, ludzkiego, naturalnego i wiedzy publicznej. Jeśli genuine investment jest dodatnie, poziom dobrobytu wzrasta. Jeśli pozostaje dodatnie, można mówić o zrównoważonym rozwoju.

## Zastosowanie
W 2004 roku grupa ekonomistów zastosowała koncepcję genuine investment szacując jego wartość dla kilku krajów i porównując z konwencjonalnymi miarami rozwoju gospodarczego. Jako proxy inwestycji w poszczególnych kategoriach kapitału autorzy użyli: inwestycje wewnętrznych netto (kapitał produkcyjny), wydatki na edukację (kapitał ludzki), koszty emisji dwutlenku węgla, wyczerpanie zasobów energii, kopalin i wycinka lasów (kapitał naturalny). Autorzy stwierdzili, iż konwencjonalne miary rozwoju gospodarczego (PKB) zawyżają rzeczywiste zmiany w poziomie dobrobytu społeczeństw.
Podobne obliczenia dla większej liczby krajów były przeprowadzane już wcześniej.

## Problemy
Rozpoznano następujące problemy koncepcji genuine investment:
- niedocenienie kapitału naturalnego (aż do traktowania go jak dobra wolne)[4],
- nieliniowe zależności między wartością kapitału naturalnego a jego stanem[4],
- mało realistyczne założenie wymienności poszczególnych rodzajów kapitału[1].